# Gonçalo Ramos
Gonçalo Matias Ramos (* 20. června 2001 Olhão) je portugalský profesionální fotbalista, který hraje jako útočník za francouzský klub Paris Saint-Germain FC a za portugalskou reprezentaci.

## Klubová kariéra
Ramos se narodil v Olhãu a je odchovancem mládeže lisabonské Benfiky. V roce 2019 začal hrát za rezervní tým a o rok později se přesunul do prvního týmu. Po třech sezónách strávených v prvním týmu se Ramos stal klíčovým hráčem klubu.

## Reprezentační kariéra
Ramos je bývalým mládežnickým reprezentantem Portugalska. Byl součástí týmu do 19 let, který skončil na mistrovství Evropy 2019 na druhém místě, a stříbrnou medaili si odvezl i z mistrovství Evropy hráčů do 21 let v roce 2021. V roce 2022 debutoval v seniorské reprezentaci.
V listopadu 2022 byl nominován na závěrečný turnaj mistrovství světa 2022 do Kataru. 6. prosince debutoval ve startovní jedenáctce, když v osmifinálovém utkání proti Švýcarsku překvapivě nastoupil v základní sestavě na úkor Cristiana Ronalda, a v 17. minutě otevřel skóre. Do konce zápasu si připsal ještě další dva góly a stal se autorem prvního hattricku na turnaji.

## Statistiky

### Klubové
| Klub    | Sezóna  | Liga          | Liga   | Liga | Národní pohár | Národní pohár | Ligový pohár | Ligový pohár | Evropské poháry | Evropské poháry | Celkem | Celkem |
| Klub    | Sezóna  | Liga          | Zápasy | Góly | Zápasy        | Góly          | Zápasy       | Góly         | Zápasy          | Góly            | Zápasy | Góly   |
| ------- | ------- | ------------- | ------ | ---- | ------------- | ------------- | ------------ | ------------ | --------------- | --------------- | ------ | ------ |
| Benfica | 2019/20 | Primeira Liga | 1      | 2    | —             | —             | —            | —            | —               | —               | 1      | 2      |
| Benfica | 2020/21 | Primeira Liga | 4      | 2    | 5             | 2             | 1            | 0            | 2               | 0               | 12     | 4      |
| Benfica | 2021/22 | Primeira Liga | 29     | 7    | 2             | 0             | 4            | 0            | 11              | 1               | 46     | 8      |
| Benfica | 2022/23 | Primeira Liga | 11     | 9    | 0             | 0             | 0            | 0            | 10              | 5               | 21     | 14     |
| Celkem  | Celkem  | Celkem        | 45     | 20   | 7             | 2             | 5            | 0            | 23              | 6               | 80     | 28     |

### Reprezentační
| Portugalsko | Portugalsko | Portugalsko |
| Rok         | Zápasy      | Góly        |
| ----------- | ----------- | ----------- |
| 2022        | 4           | 4           |
| 2023        | 5           | 3           |
| 2024        | 4           | 1           |
| 2025        | 1           | 1           |
| Celkem      | 15          | 9           |

#### Reprezentační góly
| Gól | Datum              | Místo                                               | Soupeř      | Skóre | Výsledek | Soutěž                              |
| --- | ------------------ | --------------------------------------------------- | ----------- | ----- | -------- | ----------------------------------- |
| 1.  | 17. listopadu 2022 | Estádio José Alvalade, Lisabon, Portugalsko         | Nigérie     | 3:0   | 4:0      | Přátelský zápas                     |
| 2.  | 6. prosince 2022   | Lusail Iconic Stadium, Lusail, Katar                | Švýcarsko   | 1:0   | 6:1      | Mistrovství světa 2022              |
| 3.  | 6. prosince 2022   | Lusail Iconic Stadium, Lusail, Katar                | Švýcarsko   | 3:0   | 6:1      | Mistrovství světa 2022              |
| 4.  | 6. prosince 2022   | Lusail Iconic Stadium, Lusail, Katar                | Švýcarsko   | 5:1   | 6:1      | Mistrovství světa 2022              |
| 5.  | 11. září 2023      | Estádio Algarve, Faro/Loulé, Portugalsko            | Lucembursko | 2:0   | 9:0      | Kvalifikace ME 2024                 |
| 6.  | 11. září 2023      | Estádio Algarve, Faro/Loulé, Portugalsko            | Lucembursko | 3:0   | 9:0      | Kvalifikace ME 2024                 |
| 7.  | 13. října 2023     | Estádio do Dragão, Porto, Portugalsko               | Slovensko   | 1:0   | 3:2      | Kvalifikace ME 2024                 |
| 8.  | 21. března 2024    | Estádio D. Afonso Henriques, Guimarães, Portugalsko | Švédsko     | 5:1   | 5:2      | Přátelský zápas                     |
| 9.  | 23. března 2025    | Estádio José Alvalade, Lisabon, Portugalsko         | Dánsko      | 5:2   | 5:2      | Liga národů UEFA 2024/2025 – Liga A |